# Палаверса, Анте
Анте Палаверса (хорв. Ante Palaversa; родился 6 апреля 2000, Сплит) — хорватский футболист, полузащитник французского клуба «Труа».

## Клубная карьера
Уроженец Сплита, Палаверса начал карьеру в академии местного клуба «Хайдук». По итогам сезона 2016/17 был признан лучшим игроком юношеской лиги и переведён в резервный состав. В июне 2018 года был переведён в основной состав.
26 июля 2018 года дебютировал в основном составе «Хайдука» в матче квалификационного раунда Лиги Европы против болгарской «Славии». 26 августа 2018 года забил свой первый гол за клуб в матче против «Интер Запрешич» ударом с 21 метра.
31 января 2018 года стало известно, что 18-летний хорват подписал контракт с английским клубом «Манчестер Сити», который заплатил за него около 7 млн фунтов. После этого английский клуб вернул его в аренду в «Хайдук» до окончания сезона 2019/20 с правом более раннего отзыва из аренды.
31 августа 2022 года подписал трёхлетний контракт с французским клубом «Труа».

## Карьера в сборной
Выступал за сборные Хорватии по футболу до 14, до 15, до 16, до 17, до 18, до 19, до 20 лет и до 21 года.